# Olowe d'Ise
Olowe d'Ise est le plus célèbre sculpteur traditionnel yoruba (v. 1873 - v.1938), originaire de la région d'Ekiti dans l'actuel Nigeria. Il met son art au service du roi de sa région, l'Arinjale, puis au service d'autres souverains du pays yoruba. Il accède à la reconnaissance internationale en 1924, lorsque le British Museum acquiert deux portes sculptées pour le palais d'Ikere. Cette œuvre, sculptée vers 1910, retrace la rencontre du souverain d'Ikere (l'Ogoga) avec un émissaire de l'administration coloniale britannique. Olowe d'Ise y développe un style d'une grande originalité narrative. 

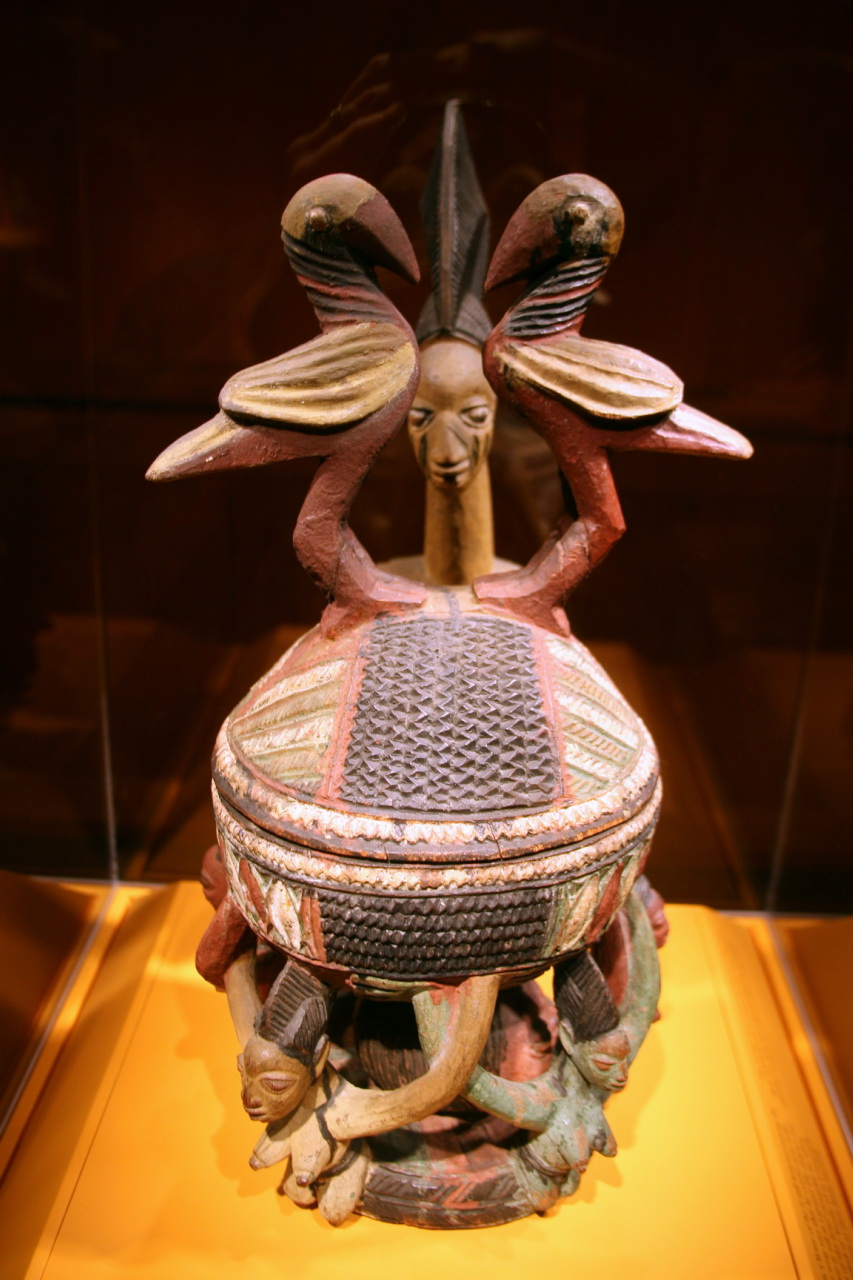
Bol avec figurines, bois peint d'Olowe d'Ise

Une cinquantaine d'œuvres lui sont attribuées. Il s'agit de portes, de poteaux de véranda, d'objets rituels, la plupart du temps en bois peint. 
L'exemple d'Olowe d'Ise est parfois allégué pour montrer que l'anonymat n'est pas une caractéristique canonique de l'art africain,. La notoriété d'Olowe d'Ise reste cependant exceptionnelle. En plus d'être honoré par ses contemporains dans des chants de louange ou Oriki, Olowe était responsable, en tant que maître sculpteur, d'un atelier où les apprentis sculpteurs pouvaient se former. En 1998, le National Museum of African Art de la Smithsonian Institution lui a consacré une grande retrospective et un important catalogue. 